# Lestrem
Lestrem település Franciaországban, Pas-de-Calais megyében. Lakosainak száma 5041 fő (2022. január 1.). Lestrem La Gorgue, Merville, Calonne-sur-la-Lys, La Couture, Hinges, Locon, Richebourg és Vieille-Chapelle községekkel határos.

## Népesség
A település népességének változása:
| Lakosok száma | 4386 | 4441 | 4556 | 4532 | 4610 | 4728 | 5104 | 5073 | 5041 |
|               | 2013 | 2015 | 2016 | 2017 | 2018 | 2019 | 2020 | 2021 | 2022 |